# Nuccia Robella
Nuccia Robella, nome d'arte di Maria Bossolasco (Asti, 8 settembre 1887 – Torino, 22 giugno 1962), è stata un'attrice italiana.

## Biografia
Nata Maria Bossolasco, recitò in poche pellicole cinematografiche, tra cui Addio giovinezza! e L'amore canta, insieme al marito Mario Casaleggio che sposò nel 1921. Morì nel 1962, nove anni dopo il marito.

## Filmografia
- Addio giovinezza!, regia di Ferdinando Maria Poggioli (1940)
- L'amore canta, regia di Ferdinando Maria Piggioli (1941)